# Alien Breed
Alien Breed（エイリアンブリード）とは英Team17が1991年にAmigaでリリースしたシューティングゲーム、およびそのシリーズ。1979年封切の映画『エイリアン』に強く影響された世界観を持つ。

## Amiga版

### Alien Breed
『Alien Breed』は、1991年にリリースされたシリーズ1作目。道に落ちているアイテムや武器を拾い、またはコンピュータ端末から購入しつつ、迫り来るエイリアンたちを倒し、次の階へと進むリフトを探し当てればレベルクリアとなる。低いレベルでは雑魚エイリアンしか登場しないが、上のレベルではボスのエイリアンとの戦闘が待っている。
ゲーム雑誌『CU Amiga』のレビューで100点満点中90点の高得点をたたき出し、AmigaのテレビCMでもゲームが紹介されるなど、Amigaを代表するゲームタイトルの一つとなった。ゲーム本編のディスクとは別に「Intro disk」が付属し、当時としては高いクオリティのアニメーションによるゲーム紹介がなされた。
1992年には拡張パックの「Alien Breed Special Edition '92」もリリースされた。後にMS-DOSやAmiga CD32にも移植されている。

### Alien Breed II
『Alien Breed II』は、1993年にリリースされたシリーズ2作目。OCS（Amiga 1000、Amiga 500など）、ECS（Amiga 3000、Amiga 500+など）、AGA（Amiga 4000、Amiga 1200、Amiga CD32など）の各チップセットに対応。Team 17としてはAGAチップセットに対応した初のゲームとなる。

### Alien Breed: Tower Assault
『Alien Breed: Tower Assault』は、1994年にリリースされたシリーズ3作目。

### Alien Breed 3D
『Alien Breed 3D』は、1995年にリリースされたシリーズ4作目。Amiga 1200以降に対応。1993年にMS-DOSにてリリースされゲーム業界を席巻した『DOOM』の影響を如実に受けており、過去2作は見下ろし型シューティングであった物が、今作では3DのDOOM風FPSとなっている。

### Alien Breed 3D II: The Killing Grounds
『Alien Breed 3D II: The Killing Grounds』は、1996年にリリースされたシリーズ5作目にしてAmigaにおけるAlien Breedシリーズ最終作。すでにAmigaの製造元のコモドールも倒産して久しいAmiga終焉期であり、一方のPC/AT互換機では『Quake』を筆頭とするDOSゲーの全盛期であったが、Alien Breed 3Dのヒットを受けてAmiga版Alien Breedの続編の製作が決定された経緯がある。Amiga 1200以降に対応していることになっているが、当時DOSゲー界を席巻していたQuakeエンジンの再現を目指していたことから実際はかなりのハイスペックを要求され、当時としては68000系最新CPUのMC68060を搭載したマシンでも高解像度のプレイは厳しい。
1999年頃、Alien Breedシリーズの続編がPC（Windows）とDreamcastでリリースされるとのアナウンスがあったが、最終的に開発に失敗し、リリースされることはなかった。

## Alien Breed Evolution
『Alien Breed』は、Xbox 360（XBLA）で2009年、Steamおよびプレイステーション3（PlayStation Network）で2010年にリリースされた、シリーズ6作目にして13年ぶりの続編。第1作目のリメイクであり、Unreal Engineを用いて現代的なTPSに作り直された。『Alien Breed Evolution』(PSN版とSteam版は若干改良された上で『Alien Breed: Impact』の名でリリース)『Alien Breed 2: Assault』『Alien Breed 3: Descent』の3部作となっている。
Alien Breedシリーズとしては日本でリリースされた初の作品である。台詞のローカライズがされているものの日本語がおかしかったが、エピソード3で修正された。
2024年2月にはこの3部作をまとめた「Alien Breed Trilogy」が期間限定で無料配信された。